# شركة نفط بهران
شركة نفط بهران هي شركة إيرانية لتكرير النفط مقرها في طهران . يتم تصدير منتجاتها إلى أكثر من 40 دولة.
تُعرف شركة بهران للنفط بأنها أكبر منتج لزيوت المحركات وزيوت المحركات الصناعية في صناعة زيوت التشحيم في إيران. تتمتع هذه الشركة بأكبر قدر من التنوع في المنتجات بين منافسيها.

## انظر أيضًا

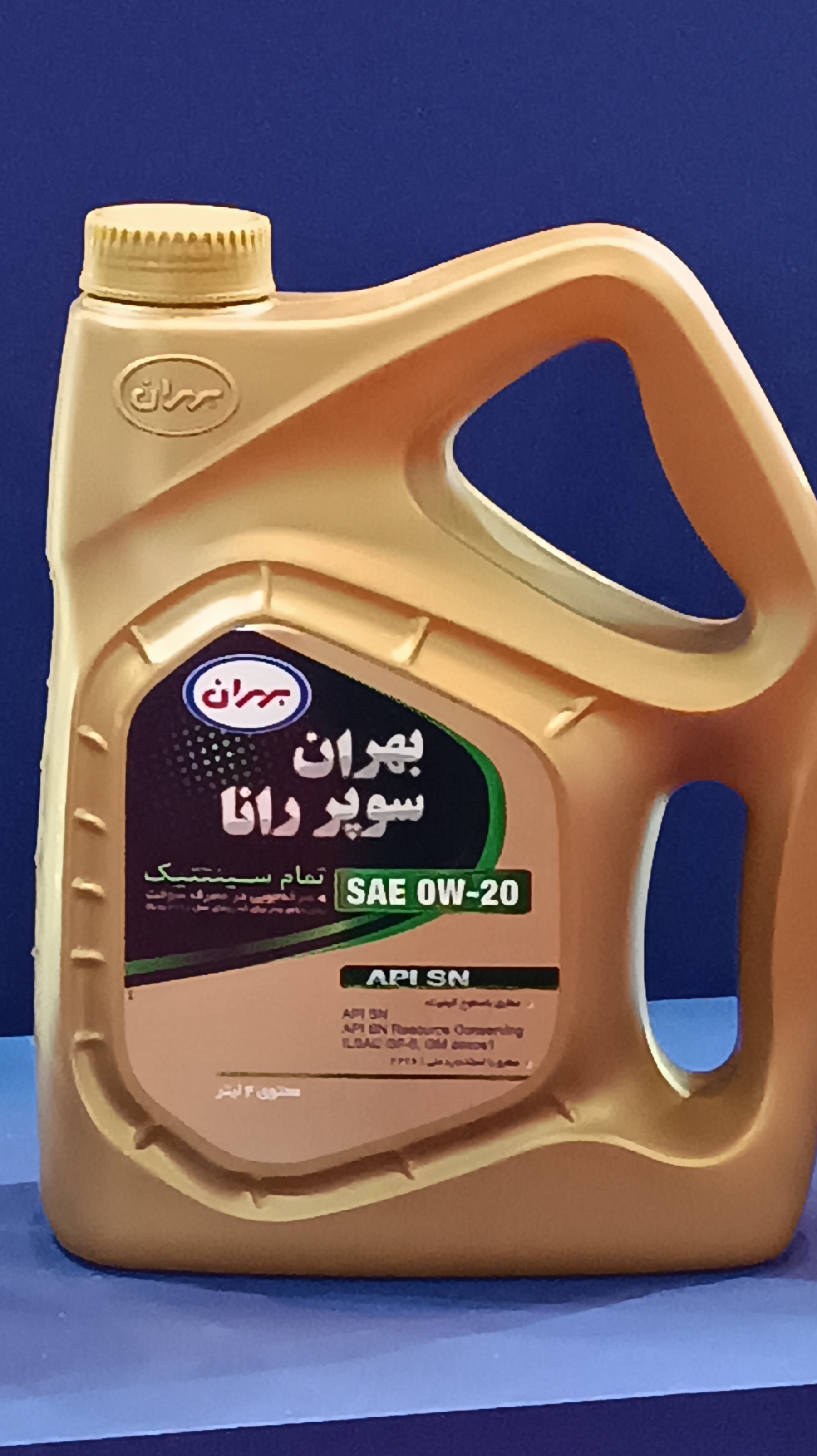
زيت محرك بهران

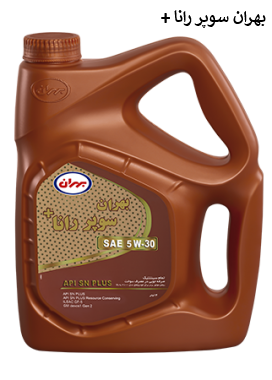
بهران سوپر رانا +

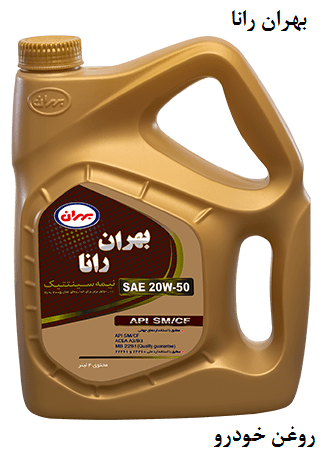
بهران رانا

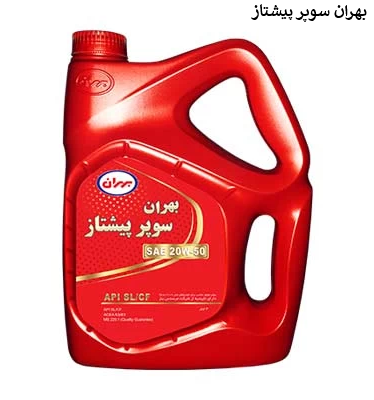
بهران سوپر پیشتاز

## روابط خارجية
- الموقع الرسمي
- شركة بهران التجارية.
- بلومبرج بيزنس ويك